# Rana de la Fortuna

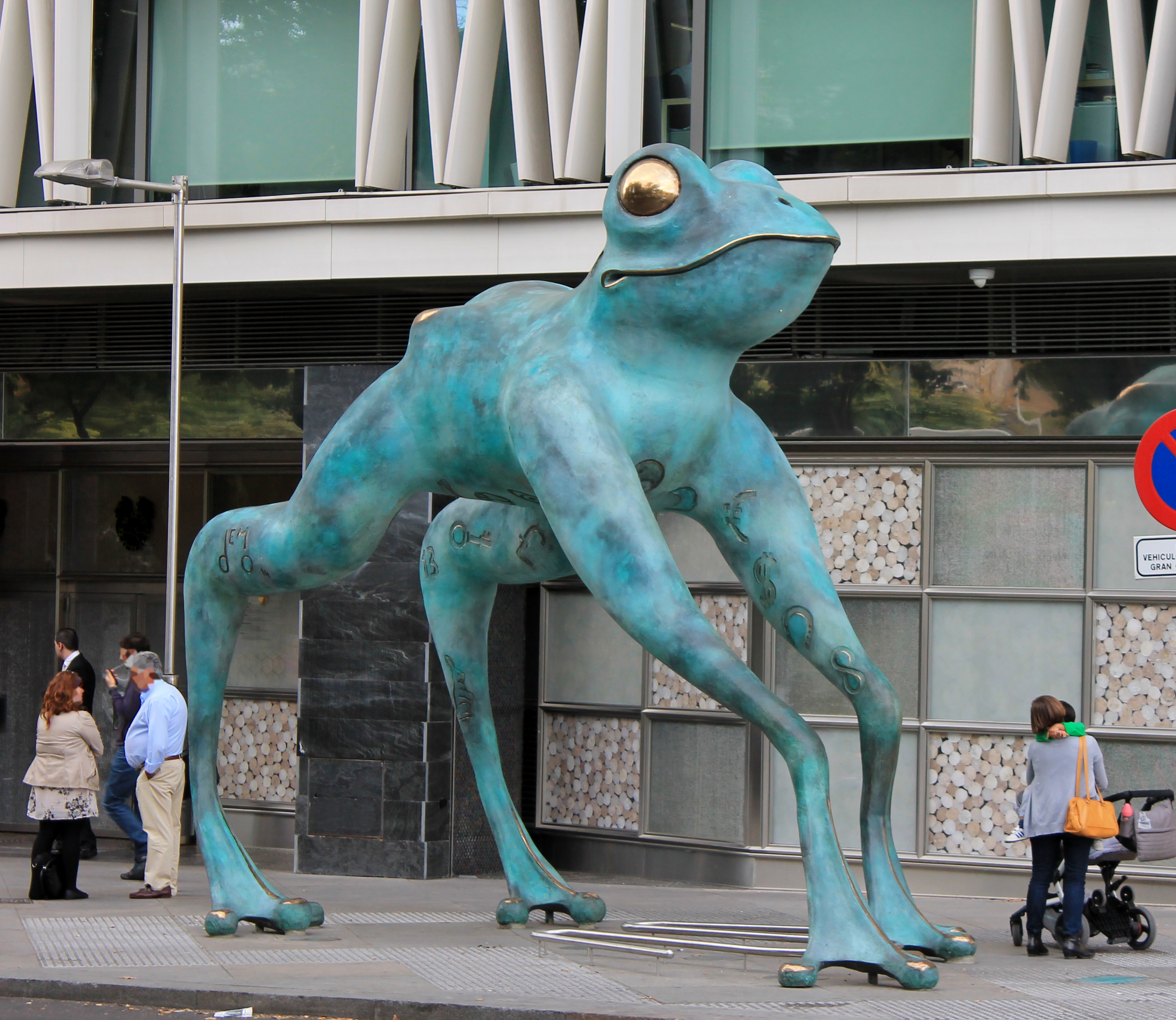
Rana de la Fortuna am Paseo de Recoletos 37

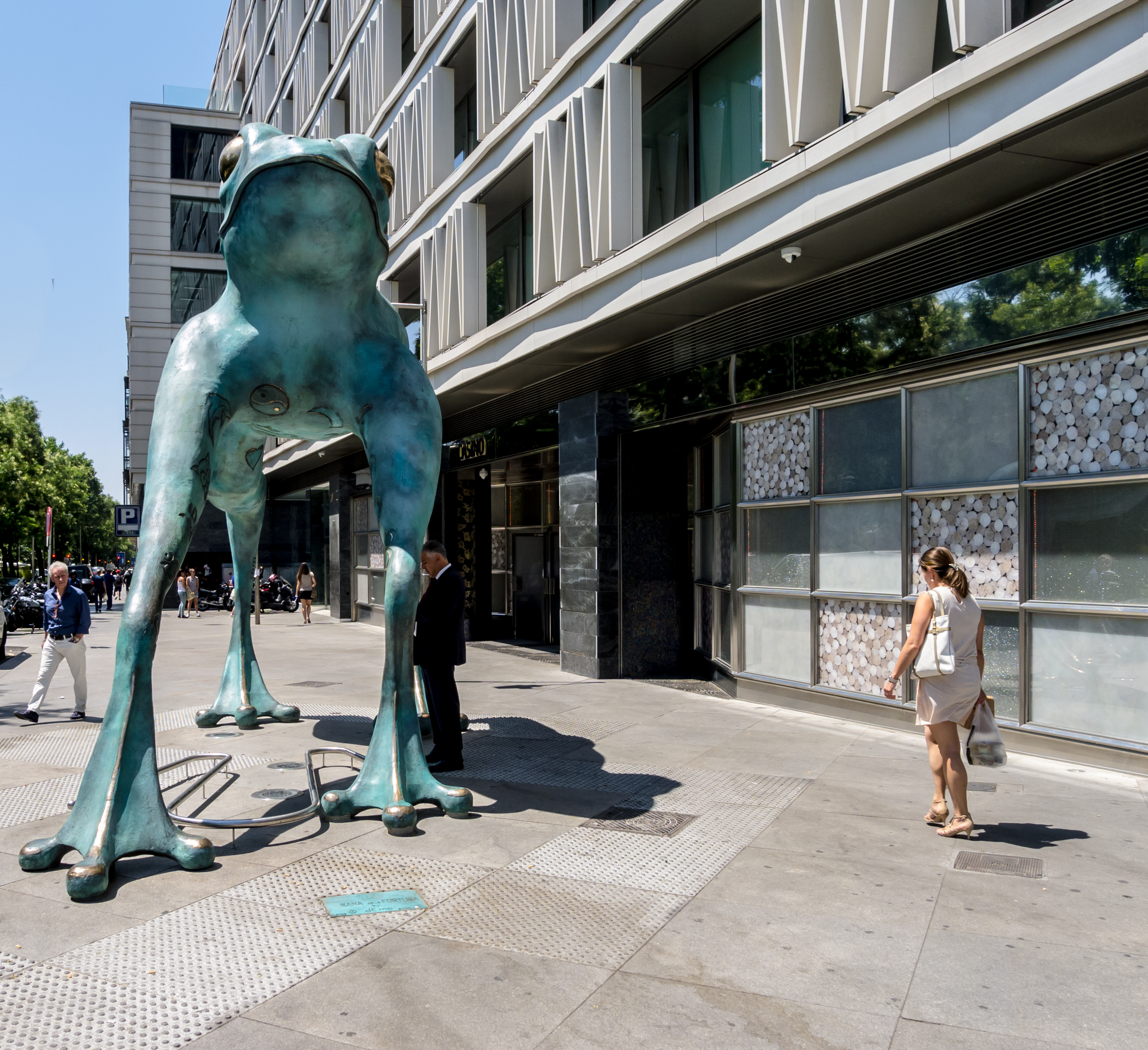
Vorderansicht

Rana de la Fortuna (spanisch: Glücksfrosch) ist eine überdimensionale Skulptur auf dem Bürgersteig der Prachtstraße Paseo de Recoletos vor dem Eingang einer Spielbank und dem Museo de Cera in der spanischen Hauptstadt Madrid.

## Beschreibung

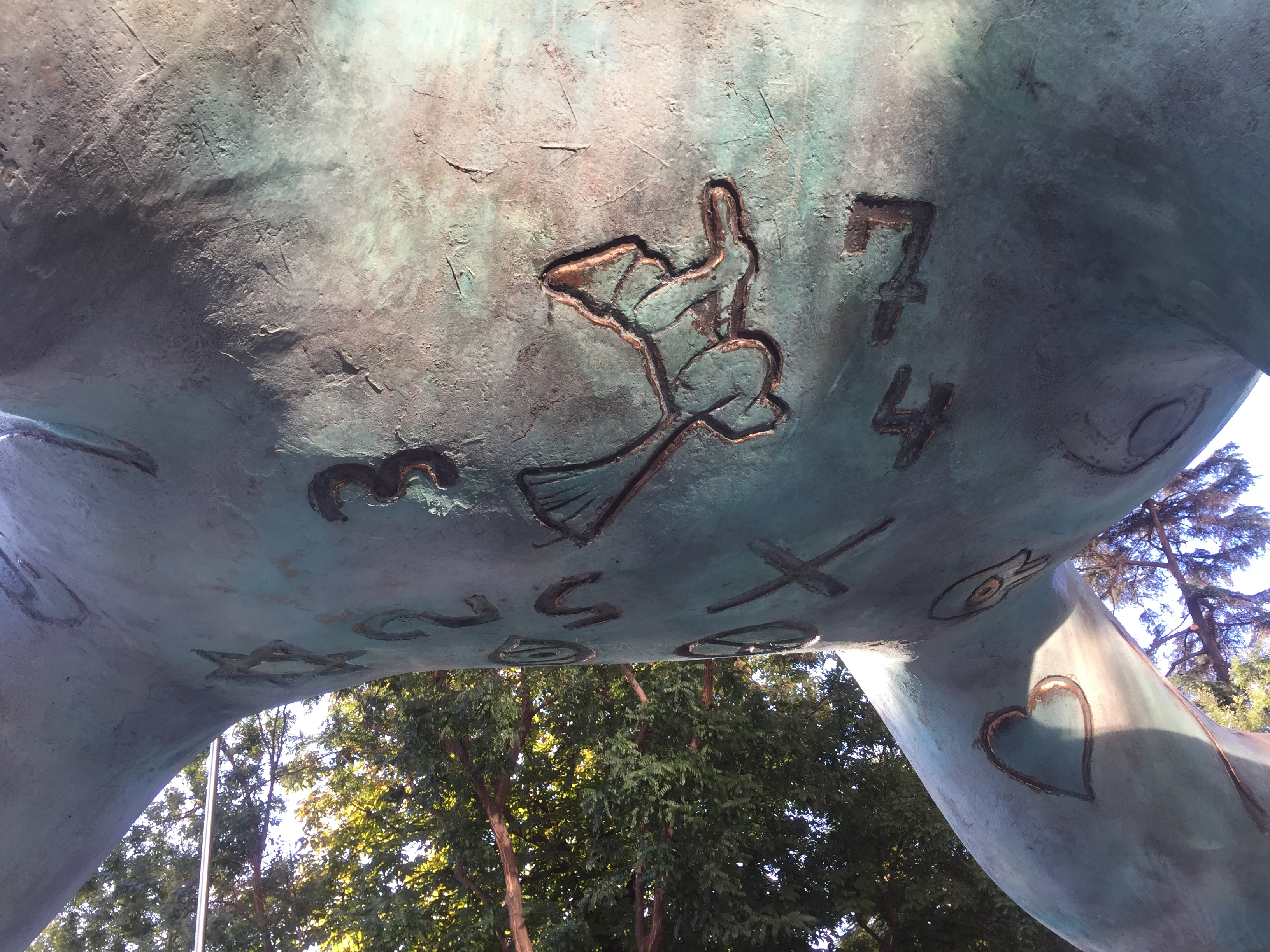
Einige der Zeichen

Die Bronzeskulptur des spanischen Künstlers Eladio de Mora ist eine Stiftung des Casino Gran Madrid an die Stadt aus dem Jahr 2014. Sie  ist nach Norden ausgerichtet mit Blick auf die Statue des Christoph Kolumbus an der gegenüberliegenden Plaza de Colón. Das Werk hat eine Höhe von fünf Meter und ein Gewicht von zwei Tonnen. Die Beine sind so langgestreckt, dass Fußgänger darunter hindurchspazieren können. Es ist eine Anlehnung an den Glücksfrosch der chinesischen Feng-Shui-Tradition, der Wohlstand und Reichtum bringen soll, dort jedoch nur drei Beine hat. An Bauch und Beinen sind Glückssymbole und andere Elemente aus den verschiedenen Weltkulturen eingraviert wie die Zahlen 1, 2, 3, 5, 7, 8, 9 und 13, ein Auge, ein Herz, eine Mondsichel, ein Davidstern, ein Hufeisen, ein Schlüssel, ein Yin-und-Yang-Symbol, ein Horn, ein Elefant, ein Delfin, eine Hexe auf einem fliegenden Besen, ein Friedenszeichen sowie ein Dollar-, Pfund- und  Eurozeichen, u. a. Die unterschiedlichen Zeichen treffen bei vielen Passanten auf großes Interesse und werden oft eingehend untersucht. Das Werk wird bei Dunkelheit von fünf, in die Bodenfliesen eingefügten Lichtquellen angestrahlt. Bei der Einweihung am 4. April 2014, an der bekannte Persönlichkeiten des spanischen Kulturlebens teilnahmen, waren die Reaktionen des Publikums gemischt. Sie reichten von purer Begeisterung für dieses „fantastische Projekt“ bis zu kritischen Stimmen, die dessen Positionierung mitten auf dem Gehweg als „etwas störend“ empfanden. Eine 3D-Druck-Kopie der Skulptur wurde im Juli 2024 dauerhaft in einer der Ankunftshallen des Flughafens Málaga aufgestellt, wo sie ebenfalls ein beliebtes Motiv für Selfies geworden ist.

## Rechtsstreit
Die Konzession zur Nutzung der 15,75 m² Fläche des Fußwegs wurde dem Kasino im Jahr 2021 jedoch vom Stadtrat des Bezirks Centro entzogen. Die Spielbank legte Widerspruch ein. Ein Gericht entschied im Dezember 2021, dass die Nutzung des öffentlichen Raumes nur für maximal vier Jahre zulässig ist und die Skulptur eigentlich schon 2018 hätte entfernt werden müssen. Es wies das Argument des Klägers ab, dass das Werk von einem der kreativsten und originellsten Künstler der spanischen Kunstwelt stamme, und erklärte, dass sich die Spielbank an das Oberste Gericht der Stadt wenden könne. Im November 2023 ordnete aber auch diese Instanz die Beseitigung des Kunstwerks an. Auch ein Jahr danach war sie noch vor Ort aufgestellt. Der Künstler erklärte, er habe von zahlreichen Bürgermeistern Spaniens das Angebot erhalten, seine Skulptur dort aufzunehmen.